# Lipinki Łużyckie (przystanek kolejowy)
Lipinki Łużyckie – przystanek kolejowy w Lipinkach Łużyckich, w woj. lubuskim, w Polsce. Znajduje się na linii kolejowej nr 14, biegnącej ze stacji Łódź Kaliska do stacji Forst (Lausitz).

## Ruch pasażerski[1]
| Rok  | Wymiana pasażerska na dobę |
| ---- | -------------------------- |
| 2017 | 0-9                        |
| 2018 | 0-9                        |
| 2019 | 0-9                        |
| 2020 | 0-9                        |
| 2021 | 0-9                        |
| 2022 | 10-19                      |
| 2023 | 10-19                      |

## Połączenia kolejowe
Od dnia 10.12.2023 r. przystanek Lipinki Łużyckie obsługują następujące pociągi:
| Przewoźnik          | Stacje docelowe                                         |          | Przewoźnik               | Stacje docelowe |
| ------------------- | ------------------------------------------------------- | -------- | ------------------------ | --------------- |
| Koleje Dolnośląskie | 1. Forst (Lausitz) 2. Legnica 3. Tuplice 4. Wrocław Gł. | POLREGIO | 1. Cottbus Hbf. 2. Żagań |                 |

## Galeria

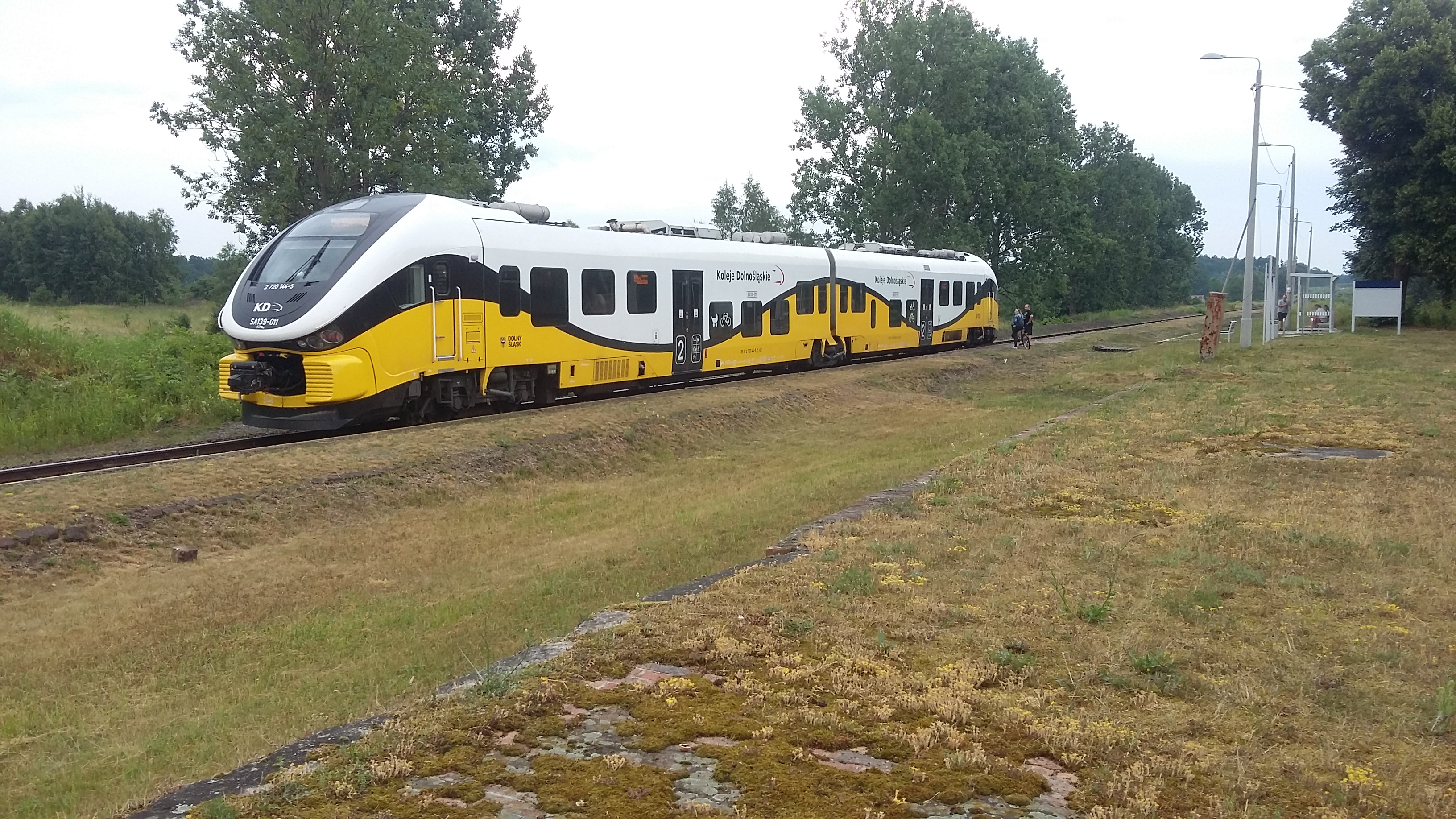
SA 139-011 jako "KD 76312 Jan Kepler" odjeżdża ze stacji.
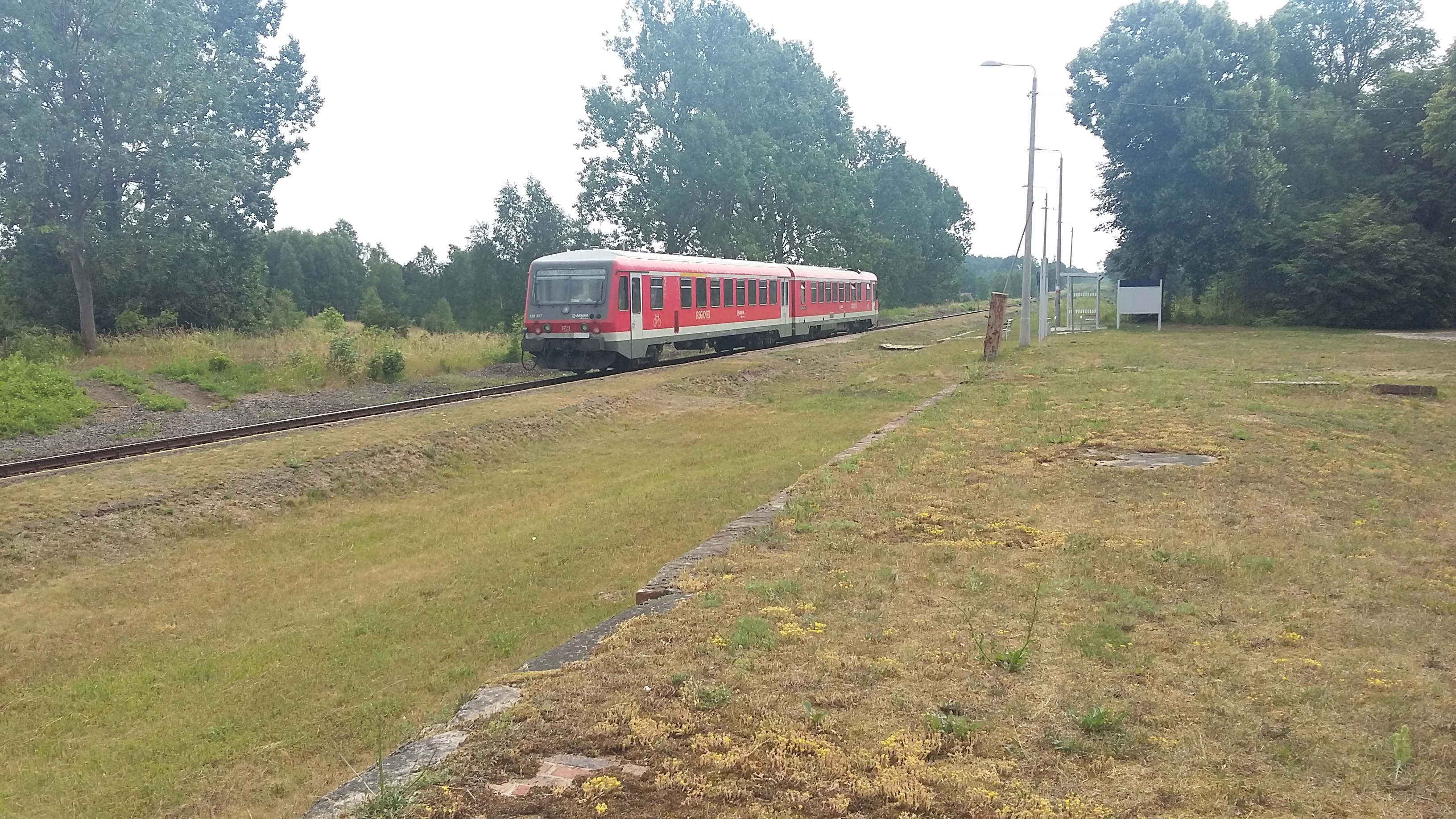
Pociąg relacji Berlin-Lichtenberg → Wrocław Główny przejeżdża przez stację.
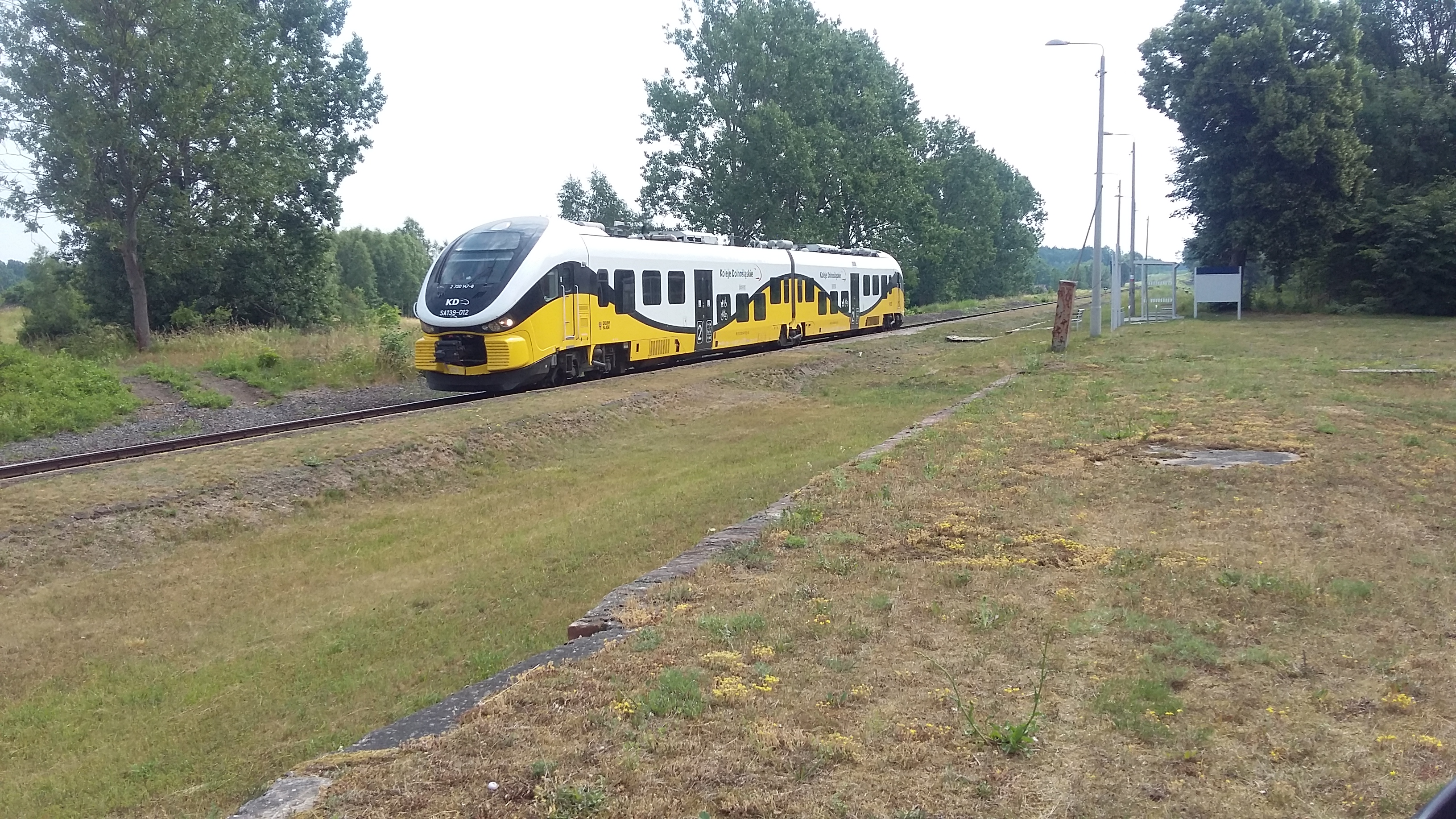
Pociąg "KD 67353" do stacji Forst (Lausitz).
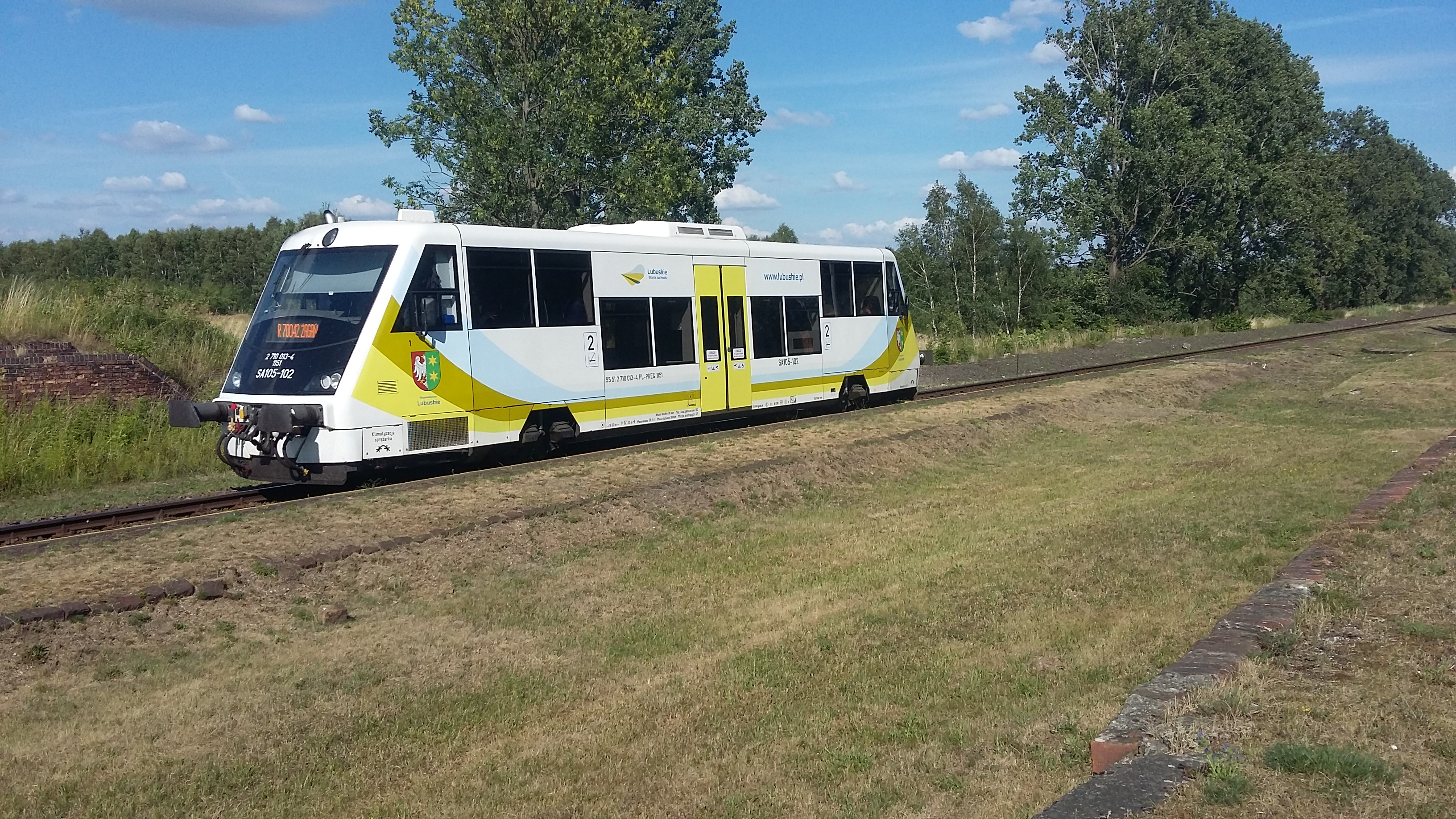
Pociąg SA 105-102 jako "R 70042" jadący do Żagania zatrzymuje się na stacji.